# Санджак Дибра
Санджак Дибра, Санджак Дебар (тур. Debre Sancağı, алб. Sanxhaku i Dibrës, англ. Sanjak of Dibra) — один из санджаков Османской империи, столицей которого был город Дебар в современной республике Северная Македония . Западная часть его территории сегодня принадлежит Албании (Нижний Дибер и Мат), а восточная — Республике Северная Македония (Река, Дебар).

## Территория и администрация
Кроме Дебара территория этого санджака включала в себя часть территории Северной Албании, Крую и районы между реками Мат и Черный Дрин. В 1440 году будущий герой албанского народа Скандербег был назначен санджакбеем санджака Дибра. С середины 19-го века у санджака Дибры было две казы: Дебар и Река. До своего расформирования в 1912 году он имел четыре казы: Дебар, Река, Мат и Нижний Дебар.

## Вилайеты Скутари, Призрен, Косово и Манастир
В 1867 году санджак Дебар (Дибра) был соединен с санджаком Призрен и Скутари и стал вилайетом Скутари. В 1871 году санджак Дебар был объединен с санджаком Призрен, санджаком Скопье и санджаком Ниш в один вилайет, Призренский вилайет, который стал частью Косовского вилайета, когда он был основан в 1877 году.
Санжак Дебар был отделен от Косовского вилайета и присоединен к вилайету Манастир после Берлинского конгресса 1878 года . Половина запасов санджака Дибра в период, предшествовавший его расформированию, поступала из Скопье, а четверть — из Битолы.

## Ликвидация
Во время Первой Балканской войны в 1912 году и в начале 1913 года санджак Дебар был оккупирован Сербским королевством. В 1914 году территория санджака Скутари вошла в состав Княжества Албании, созданного на основе мирного договора, подписанного во время Лондонской конференции 1913 года. На основании Лондонского договора, подписанного во время Лондонской конференции в 1913 году, его территория была разделена между Сербией и вновь созданной Албанией.

## Демография и социальная организация
В конце Османского периода санджак Деибра имел население 200 000 жителей. Дибра (Дебар) был городом с населением в 20 000 человек, в нем было 420 магазинов, 9 мечетей, 10 медресе, 5 текке, 11 государственных начальных школ, одна средняя школа, три христианские начальные школы и одна церковь. Кроме того, в городе была размещена османская армейская дивизия . В пределах санджака албанские племена были известны как «тигры Дибры» и имели власть над горами и большей частью долины с репутацией запугивания землевладельцев и крестьян. Эти малисоры (горцы) были в основном мусульманами и управляли собой согласно племенному закону Скандербега с обычаями поддержания бесы (залога чести) и кровной мести. Мати было самым большим племенем с 1200 домами и четырьмя мусульманскими семьями, которые доминировали в казе (районе) Мати, таких как Зоголли, из которых происходили многие паши (старшие османские чиновники) и позже Ахмет Зогу, будущий король независимой Албании. В 1880-х годах с албанской точки зрения санджак Дибра принадлежал к области расселения гегов.

## 1897 год
По данным русского консула в вилайете Манастир А. Ростковского, закончившего статистическую статью в 1897 году, общее население составляло 82 644 человека. Албанцы составляли 52 144 человека. В Верхней Дибре и Реке проживало 3 548 албанских христиан. В Реке проживало 3 518 албанских мусульман и 2 342 албанских христианин. В Верхней Дибре насчитывалось 12 355 славянских экзархистов и 3638 славянских патриархов (под юрисдикцией епархии Дебар и Велес). В Реке было 11 850 славянских экзархистов и 172 славянских патриархата. В Нижней Дибре и Мате не было славян. Никаких турок-османов зафиксировано не было.